# Белоносы
Белоносы, или белоноски, или леукорриния (лат. Leucorrhinia) — род разнокрылых стрекоз из семейства настоящих стрекоз (Libellulidae).

## Описание
Стрекозы скорее средних и не особо больших размеров, с характерным белым лицом. Затылок у представителей отряда сильно сужен, с прямыми, сильно скошенными внешними сторонами. Задние углы затылка выраженные. Глаза резко выдаются за наружные края затылка. На VII и VIII сегментах брюшка имеются дорсальные шипы, которые у ряда видов отсутствуют. Последняя предузелковая жилка на крыльях полная. Основание задних крыльев имеет маленькое тёмное пятнышко, не доходящее до крылового треугольника.

## Виды
В состав рода входят следующие виды:
- Leucorrhinia albifrons (Burmeister, 1839)
- Leucorrhinia borealis  Hagen, 1890
- Leucorrhinia caudalis (Charpentier, 1840)
- Leucorrhinia circassica Bartenev, 1929
- Leucorrhinia dubia (Van der Linden, 1825)
- Leucorrhinia frigida  Hagen, 1890
- Leucorrhinia glacialis Hagen, 1890
- Leucorrhinia hudsonica (Selys, 1850)
- Leucorrhinia intacta (Hagen, 1861)
- Leucorrhinia intermedia Bartenev, 1912
- Leucorrhinia orientalis Selys, 1887
- Leucorrhinia patricia Walker, 1940
- Leucorrhinia pectoralis (Charpentier, 1825)
- Leucorrhinia rubicunda (Linnaeus, 1758)
- Leucorrhinia ussuriensis Bartenev, 1914